# 3683 Бауманн
3683 Бауманн (3683 Baumann) — астероїд головного поясу, відкритий 23 червня 1987 року.
Тіссеранів параметр щодо Юпітера — 3,141.